# 張鈊貽
張鈊貽（英語：Valerie Cheung，2004年4月17日—），藝名ValC，是香港女歌手，舞蹈員出身，在2022年HOY TV音樂選秀節目《就是青春》獲得亞軍。後加入英皇娛樂旗下，成為其女子音樂組合VIVA的成員。

## 生平
張鈊貽在香港理工大學修讀物理治療。擅長跳舞，過去曾在歌手張敬軒等演唱會擔任舞蹈員。
2022年參加HOY TV音樂選秀節目《就是青春》，獲得亞軍。
2024年與马思惠及曾參加ViuTV音樂選秀節目《全民造星IV》的姜咏鑫、李晞彤組成四人女子音樂組合VIVA。

## 外部連結
- 張鈊貽的Instagram帳戶